# Lex Luthor (Smallville)
Pour le personnage de fiction ennemi de Superman, voir Lex Luthor.
Lex Luthor est un personnage fictif de la série télévisée Smallville, interprété par Michael Rosenbaum, (doubleur français : Damien Ferrette) durant les 7 premières saisons et la dixième et ultime saison puis par Kevin Miller durant la saison 8.

## Biographie fictive
Alexander Joseph Lex Luthor a 9 ans lorsqu'il perd ses cheveux le jour de la pluie de météorites, dans un champ. Depuis ce jour, il est devenu renfermé sur lui-même, et la mort de sa mère d'un cancer lorsqu'il a 13 ans n'arrange pas les choses. Il est également doté d'une énorme fortune. À l'âge de 11 ans, sa mère, malade et délurée, tue son jeune frère nouveau-né, Julian. Craignant qu'en l'apprenant son père ne tue sa mère, Lex porte le chapeau de la mort de Julian. C'est la principale raison de la rancune de son père envers lui. Lionel apprendra la vérité plus tard (Lex ayant subi des expériences afin de retrouver la mémoire) et avoue à son père que s'il l'avait su dès le départ, cela aurait changé leurs relations. Cela ne l'empêcha pas néanmoins de réussir brillamment dans les études et de se retrouver à vingt-et-un ans directeur d'une usine à Smallville. Bien que ce soit son père qui lui ait donné une telle responsabilité, ils se retrouvent souvent en désaccord. 
Très ambitieux, Lex sait que son destin est très prometteur et aimerait réaliser de grandes choses. En effet, lorsque Clark le sauve d'un accident de voiture, Lex se rend compte de la nouvelle chance qui lui est offerte. Redevable à Clark, il n'hésite pas à l'aider dès que l'occasion se présente. Il s'avèrera plus tard qu'en fin de compte, il ne recherchait en Clark que de l'attention, ce qui ne lui a jamais été offert au cours de sa vie.
De plus, il se rend compte que celui-ci cache quelques secrets qu'il aimerait bien découvrir. Et même si son passé semble quelque peu entaché, il n'hésite pas à employer des moyens peu scrupuleux pour arriver à ses fins... Ce qui lui fait perdre son amitié avec Clark Kent qui découvre que Lex ne se contente pas de rechercher le secret de Clark mais se permet d'« observer » toute personne ayant été en contact avec la météorite, quitte à faire des expériences sur elles. Profitant de la faiblesse de Lana lors de sa séparation avec Clark, il se mariera avec elle pour une durée d'environ six mois.
Dans la saison 7, Lex assassine son père en le jetant par une fenêtre du LuthorCorp Plaza. À la suite de cela, il découvre enfin le secret de Clark grâce à Brainiac... Il détruit la Forteresse de la Solitude en Arctique et est englouti avec elle et Clark.
Blessé des suites de l'explosion de la Forteresse de Solitude, il reste dans l'ombre durant toute la première partie de la saison 8. Ce sera finalement Green Arrow et Lana Lang qui découvriront qu'il est toujours en vie. Bien que ce soit son héritière Tess Mercer qui gère ses biens, il garde un œil grâce à de la nanotechnologie implantée en elle contre son gré et il engage Toyman pour détruire ses ennemis. Il disparaîtra de la série dans l'explosion d'un camion qui le cachait lui et ses appareils respiratoires, explosion déclenchée par Green Arrow. Mais Lex n'est pas mort comme on le croit.
De nombreuses allusions au cours de la série laissent présager du futur de Lex :
- Dans l'épisode 6 de la saison 1, une vieille dame aveugle peut voir l'avenir. Elle prédit que Lex deviendra président et répandra le malheur autour de lui.

- Dans l'épisode 11 de la saison 9 "L'étoffe des héros", le Docteur Fate apprend à Clark que Lex serait encore en vie puisque dans le futur, il est censé devenir son pire ennemi lorsque le monde commencera à entendre parler de Superman.

- Dans l'épisode 22 de la saison 9, au moment de la vision de Clark du futur, on apprend que Lex est candidat aux élections présidentielles des États-Unis. Ceci laisse de nouveau supposer qu'il est encore en vie.

Finalement, Michael Rosenbaum, ayant joué Lex Luthor durant 7 saisons, revient pour le final de la saison 10 de Smallville grâce notamment à la force et la persévérance des fans de la série.

Dans ce dernier épisode, Lionel Luthor veut prendre le cœur de Tess, seul compatible (à part le sien), pour faire ressusciter son fils prodigue (le dernier clone, réplique parfaite du vrai Lex Luthor). Mais Tess s'échappe et abat son père d'une balle dans la poitrine. C'est alors que Darkseid apparaît et prend le cœur de Lionel pour l'implanter dans Lex. Darkseid s'infiltre alors dans le corps sans vie de Lionel Luthor.
Lex est de retour et retrouve Clark dans les ruines de son ancienne demeure. Lex tue Tess afin qu'elle n'essaie pas de l'empêcher de vivre sa destinée. Tess a cependant inoculé à Lex un produit qui efface tous ses souvenirs. Il oublie donc tout ce qu'il a vécu, son ancienne amitié avec Clark ainsi que sa relation et son mariage avec Lana. Dans l'épilogue, on découvre le futur 7 ans plus tard, en 2018. Lex Luthor, vêtu d'un costume blanc, vient d'être élu président des États-Unis.